# TT Assen 1970
De TT van Assen 1970 was de vijfde race van het wereldkampioenschap wegrace-seizoen 1970. De race werd verreden op 27 juni 1970 op het TT-Circuit Assen nabij Assen, Nederland. De race werd traditioneel op de laatste zaterdag van juni verreden.

## Algemeen
De eerste races van het seizoen 1970 waren hectisch verlopen en de coureurs begonnen in opstand te komen tegen de gevaarlijke stratencircuits en het gebrek aan interesse bij organisatoren en zelfs de FIM om daar iets aan te doen. Tijdens de Duitse Grand Prix was Rob Fitton om het leven gekomen door de vangrail die daar voor de autoraces stond, maar voor motorrijders levensgevaarlijk was. De TT van Man had zes levens geëist en ook het circuit van Opatija, waar de GP van de Adriatische Zee werd gehouden, was levensgevaarlijk. De organisatie van de TT van Assen nodigde zelf een aantal coureurs, waaronder Phil Read, uit het circuit te keuren en eventueel tips ter verbetering te geven.

## 500cc-klasse
Billie Nelson (Paton) had in de 500cc-klasse de vierde startplaats veroverd, maar hij had in Finland een ongeluk gehad waardoor hij nog moeilijk liep. Om te voorkomen dat hij snellere rijders bij hun duwstart zou hinderen moest hij toch achteraan starten. De verrassing bij de start kwam van Rob Bron, die aanvankelijk als B-international niet was ingeschreven maar toch toestemming kreeg om met zijn tweecilinder Nimag-Selling Suzuki T 500 vanaf de zeventiende plaats te starten. Daarvoor had de sportcommissie van de KNMV hem nog snel tot A-international gepromoveerd. Hij had zijn machine het snelst aan de praat en nam bij de start meteen de leiding. Giacomo Agostini (MV Agusta) stelde echter snel orde op zaken en na de eerste ronde was Bron al naar de vijfde plaats gezakt. Om de tweede plaats werd aanvankelijk gevochten door Paul Smart (Seeley) en Peter Williams (Matchless). Ze werden echter gepasseerd door Angelo Bergamonti (Aermacchi Ala d'Oro 402), Alberto Pagani (Linto) en Ginger Molloy (Kawasaki H 1 R). Pagani en Molloy vochten tot het einde om de derde plaats, die naar Pagani ging. Bron dacht dat zijn vijfde plaats veilig was en hief voor de finish zijn armen al in de lucht. Dat had hij beter niet kunnen doen: Paul Smart kon hem nog net voor de streep passeren.

### Uitslag 500cc-klasse
| Pos | Coureur             | Merk      | Tijd         | Punten |
| --- | ------------------- | --------- | ------------ | ------ |
| 1   | Giacomo Agostini    | MV Agusta | 1h 04' 34" 9 | 15     |
| 2   | Angelo Bergamonti   | Aermacchi | +1' 50" 3    | 12     |
| 3   | Alberto Pagani      | Linto     | +2' 09" 1    | 10     |
| 4   | Ginger Molloy       | Kawasaki  | +2' 10" 3    | 8      |
| 5   | Paul Smart          | Seeley    | +2' 47" 2    | 6      |
| 6   | Rob Bron            | Suzuki    | +2' 47" 3    | 5      |
| 7   | Peter Williams      | Matchless | +2' 57" 4    | 4      |
| 8   | Ron Chandler        | Seeley    | +3' 02" 1    | 3      |
| 9   | Gyula Marsovszky    | Kawasaki  | +3' 22" 8    | 2      |
| 10  | Tommy Robb          | Seeley    | +1 ronde     | 1      |
| 11  | Malcolm Uphill      | Suzuki    | +1 ronde     |        |
| 12  | Dave Simmonds       | Kawasaki  | +1 ronde     |        |
| 13  | Terry Dennehy       | Honda     | +1 ronde     |        |
| 14  | Heinrich Rosenbusch | Linto     | +1 ronde     |        |
| 15  | Bob Heath           | BSA       | +2 ronden    |        |

### Top twaalf tussenstand 500cc-klasse
| Pos | Coureur           | Merk            | Ptn |
| --- | ----------------- | --------------- | --- |
| 1   | Giacomo Agostini  | MV Agusta       | 75  |
| 2   | Angelo Bergamonti | Aermacchi       | 32  |
| 3   | Ginger Molloy     | Kawasaki        | 30  |
| 4   | Alberto Pagani    | LinTo           | 20  |
| 5   | Peter Williams    | Matchless       | 16  |
| 5   | Jack Findlay      | McIntyre-Seeley | 16  |
| 5   | Alan Barnett      | Seeley          | 16  |
| 8   | Tommy Robb        | Seeley          | 11  |
| 9   | Gyula Marsovszky  | Kawasaki        | 10  |
| 9   | Bill Smith        | Kawasaki        | 10  |
| 9   | Roberto Gallina   | Paton           | 10  |
| 9   | Martti Pesonen    | Yamaha          | 10  |

## 350cc-klasse
Phil Read (Yamaha TR 2) startte als snelste in de 350cc-race in Assen en Renzo Pasolini (Benelli 350 4C) en Giacomo Agostini (MV Agusta 350 3C) hadden grote moeite hem bij te halen. In het begin van de derde ronde kwamen zowel Pasolini als Agostini voorbij en zij wisselden daarna nog enkele malen van positie. Na de zesde ronde moest Pasolini Agostini laten gaan. Pasolini had nog steeds last van een voetblessure die hij in Duitsland had opgelopen. Slechts 12 van de 28 starters haalden de finish.

### Uitslag 350cc-klasse
| Pos | Coureur            | Merk      | Tijd         | Punten |
| --- | ------------------ | --------- | ------------ | ------ |
| 1   | Giacomo Agostini   | MV Agusta | 1h 03' 33" 8 | 15     |
| 2   | Renzo Pasolini     | Benelli   | +10"         | 12     |
| 3   | Phil Read          | Yamaha    | +1' 23" 6    | 10     |
| 4   | Kel Carruthers     | Yamaha    | +2' 49"      | 8      |
| 5   | Kent Andersson     | Yamaha    | +2' 56" 8    | 6      |
| 6   | Martti Pesonen     | Yamaha    | +3' 03" 4    | 5      |
| 7   | Karl Hoppe         | Yamaha    | +1 ronde     | 4      |
| 8   | Cliff Carr         | Yamaha    | +1 ronde     | 3      |
| 9   | Billie Nelson      | Yamaha    | +1 ronde     | 2      |
| 10  | Jim Curry          | Honda     | +1 ronde     | 1      |
| 11  | Hans-Dieter Görgen | Yamaha    | +1 ronde     |        |
| 12  | Gerhard Heukerott  | Benelli   | +2 ronden    |        |
| DNF | Chas Mortimer      | Yamaha    | duizelig     |        |

### Top tien tussenstand 350cc-klasse
| Pos | Coureur          | Merk      | Ptn |
| --- | ---------------- | --------- | --- |
| 1   | Giacomo Agostini | MV Agusta | 60  |
| 2   | Kel Carruthers   | Benelli   | 32  |
| 3   | Martti Pesonen   | Yamaha    | 13  |
| 3   | Chas Mortimer    | Yamaha    | 13  |
| 5   | Renzo Pasolini   | Benelli   | 12  |
| 5   | Karl Hoppe       | Yamaha    | 12  |
| 5   | Alan Barnett     | Aermacchi | 12  |
| 8   | Phil Read        | Yamaha    | 10  |
| 8   | Paul Smart       | Yamaha    | 10  |
| 8   | Silvio Grassetti | Jawa      | 10  |

## 250cc-klasse
De 250cc-race in Assen verliep dramatisch doordat slechts 13 van de 28 starters de finish zagen. Het meest zuur was dat voor Kel Carruthers, die twee ronden voor het einde aan de leiding lag toen zijn Yamaha TD 2 vastliep, en voor Leo Commu (Yamaha TD 2), die al voor de race nieuwe bougiekappen had gemonteerd maar uiteindelijk op de derde plaats liggend te maken kreeg met een bougiekap die voortdurend los ging door een gebroken veertje. Chas Mortimer was niet eens gestart nadat hij in de 350cc-race een proefrondje had gedraaid maar last had van duizeligheid door een val in de trainingen. Phil Read (Yamaha TD 2) kwam bij de start als laatste weg, terwijl de kopgroep werd gevormd door Carruthers, Commu en Rodney Gould (Yamaha TD 2). In de vijftiende ronde, toen Commu al was afgestapt en ook Carruthers uitviel, was Read Gould al tot op 3 seconden genaderd, maar hij wist hem niet meer in te halen. Jarno Saarinen (Yamaha) haalde zijn eerste podiumplaats toen hij derde werd.

### Uitslag 250cc-klasse
| Pos | Coureur          | Merk   | Tijd      | Punten    |
| --- | ---------------- | ------ | --------- | --------- |
| 1   | Rodney Gould     | Yamaha | 56' 32" 9 | 15        |
| 2   | Phil Read        | Yamaha | +3"       | 12        |
| 3   | Jarno Saarinen   | Yamaha | +43" 5    | 10        |
| 4   | Dieter Braun     | MZ     | +48" 9    | 8         |
| 5   | Tony Rutter      | Yamaha | +1' 23" 4 | 6         |
| 6   | Cees van Dongen  | Yamaha | +1' 28" 6 | 5         |
| 7   | Börje Jansson    | Yamaha | +1' 38" 6 | 4         |
| 8   | Theo Bult        | Yamaha | +1' 42" 1 | 3         |
| 9   | Silvio Grassetti | Yamaha | +1' 42" 4 | 2         |
| 10  | Lothar John      | Yamaha | +1' 43" 2 | 1         |
| 11  | Mick Chatterton  | Yamaha | +1' 54" 3 |           |
| 12  | Cliff Carr       | Yamaha | +2' 24" 5 |           |
| 13  | Walter Sommer    | Yamaha |           |           |
| DNF | Leo Commu        | Yamaha | bougiekap | bougiekap |
| DNF | Kel Carruthers   | Yamaha | vastloper | vastloper |
| DNS | Chas Mortimer    | Yamaha | duizelig  |           |

### Top tien tussenstand 250cc-klasse
| Pos | Coureur             | Merk   | Ptn |
| --- | ------------------- | ------ | --- |
| 1   | Rodney Gould        | Yamaha | 52  |
| 2   | Jarno Saarinen      | Yamaha | 31  |
| 3   | Kel Carruthers      | Yamaha | 30  |
| 4   | Santiago Herrero(†) | Ossa   | 27  |
| 5   | Chas Mortimer       | Yamaha | 22  |
| 6   | Börje Jansson       | Yamaha | 13  |
| 7   | László Szabó        | MZ     | 12  |
| 7   | Phil Read           | Yamaha | 12  |
| 7   | Klaus Huber         | Yamaha | 12  |
| 7   | Kent Andersson      | Yamaha | 12  |

## 125cc-klasse
Cees van Dongen kreeg zijn Yamaha AS-1 in Assen niet aan de praat, zelfs niet toen er al bougies verwisseld waren. Dat was een teleurstelling, want hij had in zijn thuisrace de vierde startplaats veroverd. Wil Hartog (Yamaha) startte juist heel goed: vanaf de derde startrij reed hij een volle ronde aan de leiding, maar hij werd al snel door een groot aantal rijders ingehaald. Ángel Nieto (Derbi) begon toen elke ronde wat verder weg te lopen van Dieter Braun (met een Suzuki RT 67 uit 1968). Aalt Toersen (met de tweede Suzuki RT 67) reed na twee ronden op de derde plaats, met Angelo Bergamonti (Aermacchi Ala d'Oro 125) kort achter hem. In de vierde ronde was de meeste spanning weg: Nieto had een flinke voorsprong op Braun die weer ver voor het groepje Toersen, Szabó (MZ RE 125), Simmonds (Kawasaki KA-1) en Bergamonti reed. Nieto nam in de Stekkenwal veel en onnodig risico en viel, wat hem twee pitstops én de overwinning kostte. Braun kon nu gemakkelijk winnen. Dave Simmonds werd tweede en László Szabó werd derde.

### Uitslag 125cc-klasse
| Pos | Coureur           | Merk           | Tijd       | Punten |
| --- | ----------------- | -------------- | ---------- | ------ |
| 1   | Dieter Braun      | Suzuki         | 49' 06" 6  | 15     |
| 2   | Dave Simmonds     | Kawasaki       | +1' 03" 5  | 12     |
| 3   | László Szabó      | MZ             | +1' 16" 9  | 10     |
| 4   | Aalt Toersen      | Suzuki         | +1' 36" 2  | 8      |
| 5   | Toni Gruber       | Maico          | +1' 36" 4  | 6      |
| 6   | Börje Jansson     | Maico          | +2' 16" 7  | 5      |
| 7   | Jan de Vries      | MZ             | +2' 51" 3  | 4      |
| 8   | Jerry Lancaster   | Drixton-Yamaha | +2' 51" 7  | 3      |
| 9   | Walter Scheimann  | Villa          | +3' 04" 2  | 2      |
| 10  | Aad Droog         | Yamaha         | +3' 37" 4  | 1      |
| 11  | Herbert Mann      | MZ             | +1 ronde   |        |
| 12  | Siegfried Lohmann | MZ             | +1 ronde   |        |
| 13  | Lothar John       | Yamaha         | +1 ronde   |        |
| 14  | Ángel Nieto       | Derbi          | +1 ronde   |        |
| DNS | Cees van Dongen   | Yamaha         | ontsteking |        |

### Top tien tussenstand 125cc-klasse
| Pos | Coureur         | Merk      | Ptn |
| --- | --------------- | --------- | --- |
| 1   | Dieter Braun    | Suzuki    | 60  |
| 2   | Börje Jansson   | Maico     | 37  |
| 3   | Toni Gruber     | Maico     | 23  |
| 4   | Günter Bartusch | MZ        | 22  |
| 5   | Heinz Kriwanek  | Rotax     | 20  |
| 6   | László Szabó    | MZ        | 19  |
| 7   | John Dodds      | Aermacchi | 15  |
| 8   | Aalt Toersen    | Suzuki    | 14  |
| 9   | Dave Simmonds   | Kawasaki  | 12  |
| 9   | Ángel Nieto     | Derbi     | 12  |

## 50cc-klasse
In de 50cc-klasse hadden de Van Veen-Kreidlers een vernieuwde motor met oliepompsmering en nieuwe lagers, waarmee men hoopte eindelijk iets te kunnen doen aan de overmacht van Ángel Nieto en zijn Derbi. Aalt Toersen was in de kwalificatietraining met zijn Jamathi liefst 3½ seconde sneller geweest dan Nieto, die op de tweede startplaats stond, vóór Jan de Vries. Toersen en Nieto kwamen echter slecht weg. Toersen wist al snel iedereen voor hem te passeren, maar remde zichzelf bij de Bedeldijk onderuit, waarbij zijn handremhendel afbrak. Hij kon nog wel verder rijden, maar zijn voorrem was onbruikbaar. Al snel werd een kopgroep gevormd door Nieto, de Vries en Salvador Cañellas (Derbi), die in deze volgorde over de finish kwamen. De Vries had gekozen voor zijn meest betrouwbare cilinder en niet voor de snelste, en bovendien had hij last van de opstekende wind, waardoor zijn gearing niet goed was.

### Uitslag 50cc-klasse
| Pos | Coureur           | Merk              | Tijd      | Punten |
| --- | ----------------- | ----------------- | --------- | ------ |
| 1   | Ángel Nieto       | Derbi             | 30' 23" 4 | 15     |
| 2   | Jan de Vries      | Van Veen-Kreidler | +00" 3    | 12     |
| 3   | Salvador Cañellas | Derbi             | +00" 6    | 10     |
| 4   | Rudolf Kunz       | Kreidler          | +1' 09" 1 | 8      |
| 5   | Aalt Toersen      | Jamathi           | +1' 33"   | 6      |
| 6   | Gilberto Parlotti | Tomos             | +1' 43"   | 5      |
| 7   | Teunis Ramaker    | Kreidler          | +1' 59" 1 | 4      |
| 8   | Rob Bron          | Kreidler          | +2' 37" 8 | 3      |
| 9   | Ton Daleman       | Kreidler          | +2' 42" 3 | 2      |
| 10  | Jan Bruins        | Kreidler          | +2' 47" 2 | 1      |
| 11  | Harald Bartol     | Kreidler          | +3' 00" 9 |        |
| 12  | Ludwig Faßbender  | Kreidler          | +3' 08"   |        |
| 13  | Gerhard Thurow    | Kreidler          | +3' 14" 1 |        |
| 14  | Ruud IJpelaar     | DRM-Zündapp       | +3' 28" 7 |        |
| 15  | Francis Hollebecq | Kreidler          | +3' 30" 9 |        |
| 16  | Martin Mijwaart   | Jamathi           | +3' 42" 3 |        |
| 17  | Jan Zoombelt      | Sachs             | +1 ronde  |        |

### Top tien tussenstand 50cc-klasse
| Pos | Coureur           | Merk              | Ptn |
| --- | ----------------- | ----------------- | --- |
| 1   | Ángel Nieto       | Derbi             | 60  |
| 2   | Rudolf Kunz       | Kreidler          | 35  |
| 3   | Aalt Toersen      | Jamathi           | 29  |
| 4   | Salvador Cañellas | Derbi             | 26  |
| 5   | Jan de Vries      | Van Veen-Kreidler | 24  |
| 6   | Jos Schurgers     | Van Veen-Kreidler | 19  |
| 7   | Gilberto Parlotti | Tomos             | 15  |
| 8   | Martin Mijwaart   | Jamathi           | 12  |
| 9   | Eugenio Lazzarini | Morbidelli        | 9   |
| 10  | Otello Buscherini | Honda             | 5   |

## Zijspanklasse
De start van de zijspanklasse in Assen verliep tamelijk spectaculair: De Britten Pip Harris/Ray Lindsay duwden hun BMW als eerste aan en waren snel weg. Na de eerste ronde hadden Horst Owesle/Julius Kremer met hun Münch-URS de leiding, terwijl ze slechts de tiende trainingstijd hadden gereden. De favorieten Klaus Enders/Wolfgang Kalauch (BMW) reden al meteen de pit in met motorproblemen, die niet opgeslost konden worden. Na vier ronden was de leiding overgenomen door het duo Auerbacher/Hahn (BMW) en lagen Owesle/Kremer (Münch-URS) tweede. In de achtste ronde maakte Auerbacher waarschijnlijk een fout, want Owesle kwam als leider door met ruim 5 seconden voorsprong. Intussen rukte Siegfried Schauzu (BW), dit keer met Peter Rutterford als bakkenist, op naar de derde plaats. Auerbacher kwam maar langzaam dichter bij Owesle, waarbij de Münch-URS duidelijk wat sneller was, maar het bochtenwerk van Auerbacher was beter. Pas in de laatste ronde, tussen de Stekkenwal en de Ramshoek, wist Auerbacher de eerste plaats te veroveren. Owesle/Kremer werden tweede en Schauzu/Rutterford derde.

### Uitslag zijspanklasse
| Pos | Coureur               | Bakkenist        | Merk      | Tijd      | Punten |
| --- | --------------------- | ---------------- | --------- | --------- | ------ |
| 1   | Georg Auerbacher      | Hermann Hahn     | BMW       | 49' 48" 6 | 15     |
| 2   | Horst Owesle          | Julius Kremer    | Münch-URS | +0" 8     | 12     |
| 3   | Siegfried Schauzu     | Horst Schneider  | BMW       | +54" 1    | 10     |
| 4   | Arsenius Butscher     | Werner Metzger   | BMW       | +1' 14" 2 | 8      |
| 5   | Jean-Claude Castella  | Albert Castella  | BMW       | +1' 19" 7 | 6      |
| 6   | Richard Wegener       | Adi Heinrichs    | BMW       | +1' 20" 9 | 5      |
| 7   | Heinz Luthringshauser | Klaas de Geus    | BMW       | +1' 55" 4 | 4      |
| 8   | Graham Milton         | John Thornton    | BMW       | +2' 07" 2 | 3      |
| 9   | Tony Wakefield        | John Flaxman     | BMW       | +3' 10" 4 | 2      |
| 10  | Egon Schons           | Karl Lauterbach  | BMW       | +1 ronde  | 1      |
| DNF | Klaus Enders          | Wolfgang Kalauch | BMW       | motor     |        |

### Top tien tussenstand zijspanklasse
| Pos | Coureur               | Bakkenist                                      | Merk          | Ptn |
| --- | --------------------- | ---------------------------------------------- | ------------- | --- |
| 1   | Georg Auerbacher      | Hermann Hahn                                   | BMW           | 47  |
| 2   | Siegfried Schauzu     | Horst Schneider                                | Apfelbeck-BMW | 32  |
| 3   | Klaus Enders          | Wolfgang Kalauch                               | BMW           | 30  |
| 4   | Heinz Luthringshauser | Hans-Jürgen Cusnik en Klaas de Geus            | BMW           | 26  |
| 5   | Arsenius Butscher     | Josef Huber, Karl Lauterbach en Werner Metzger | BMW           | 20  |
| 6   | Jean-Claude Castella  | Albert Castella                                | BMW           | 19  |
| 7   | Horst Owesle          | Julius Kremer                                  | Münch-URS     | 18  |
| 8   | Richard Wegener       | Adi Heinrichs                                  | BMW           | 15  |
| 9   | Tony Wakefield        | John Flaxman                                   | BMW           | 10  |
| 10  | Egon Schons           | Karl Lauterbach                                | BMW           | 9   |

1925 · 1926 · 1927 · 1928 · 1929 · 1930 · 1931 · 1932 · 1933 · 1934 · 1935 · 1936 · 1937 · 1938 · 1939 · 1940–1945 · 1946 · 1947 · 1948 · 1949 · 1950 · 1951 · 1952 · 1953 · 1954 · 1955 · 1956 · 1957 · 1958 · 1959 · 1960 · 1961 · 1962 · 1963 · 1964 · 1965 · 1966 · 1967 · 1968 · 1969 · 1970 · 1971 · 1972 · 1973 · 1974 · 1975 · 1976 · 1977 · 1978 · 1979 · 1980 · 1981 · 1982 · 1983 · 1984 · 1985 · 1986 · 1987 · 1988 · 1989 · 1990 · 1991 · 1992 · 1993 · 1994 · 1995 · 1996 · 1997 · 1998 · 1999 · 2000 · 2001 · 2002 · 2003 · 2004 · 2005 · 2006 · 2007 · 2008 · 2009 · 2010 · 2011 · 2012 · 2013 · 2014 · 2015 · 2016 · 2017 · 2018 · 2019 · 2021 · 2022 · 2023 · 2024 · 2025 · 2026